# Margano I
Margano I (fl. IX secolo a.C.) fu,  secondo l’Historia Regum Britanniae di Goffredo di Monmouth, un leggendario sovrano della Britannia.

## Biografia
Era figlio di Maglauro, duca di Albany, e di Goneril, figlia di re Leir. Insieme al cugino Cunedagio, duca di Cornovaglia, tolse il trono di Britannia alla zia Cordelia, dopodiché spartì il regno col fratello: Cunedagio regnava a sud-ovest dell'Humber e Margano la regione a nord-est di questo fiume. Alla fine, però, tra i due scoppiò la guerra civile: Morgano fu sconfitto e ucciso dal cugino Cunedagio, che rimase l'unico sovrano della Britannia.